# Alojzy Woś
Alojzy Woś (ur. 21 czerwca 1939 w Wolsztynie, zm. 5 maja 2018) – polski klimatolog i meteorolog, profesor zwyczajny Uniwersytetu im. Adama Mickiewicza w Poznaniu.

## Życiorys
W 1963 roku ukończył studia w Instytucie Geograficznym Uniwersytetu im. Adama Mickiewicza w Poznaniu. W którym następnie podjął pracę na stanowisku asystenta. 1 grudnia 1969 roku Rada Naukowa Instytutu Geografii Uniwersytetu Warszawskiego nadała Alojzemu Wosiowi stopień doktora nauk przyrodniczych. W 1987 uzyskał tytuł naukowy profesora w zakresie nauk przyrodniczych. Promotor i recenzent kilkunastu prac doktorskich i rozpraw habilitacyjnych. Autor kilkudziesięciu prac z zakresu klimatologii Polski i meteorologii. Wieloletni kierownik Zakładu Klimatologii WNGiG UAM, w kolejnych latach zatrudniony na stanowisku emerytowanego pracownika nauki. Zdecydowany przeciwnik teorii globalnego ocieplenia klimatu. Za osiągnięcia w dziedzinie badań naukowych był pięciokrotnie wyróżniony nagrodami Ministra Nauki i Szkolnictwa Wyższego, został odznaczony Krzyżem Kawalerskim Orderu Odrodzenia Polski, Złotym Krzyżem Zasługi oraz Medalem Komisji Edukacji Narodowej.
Pochowany na cmentarzu w Poznaniu przy ul. Borówkowej w Suchym Lesie.